# أنتوني كير
أنتوني كير (بالإنجليزية: Anthony Kerr)‏ هو عازف فيبرافون ‏ بريطاني، ولد في 16 أكتوبر 1965.

## وصلات خارجية
- الموقع الرسمي